# プレア・ビヘア寺院事件

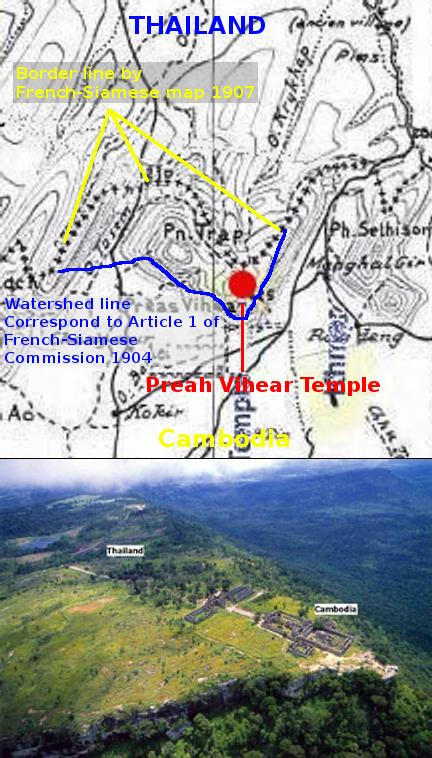
上段：プレア・ビヘア寺院周辺地図
点線：1907年のフランス作成の地図の国境線、青線：分水嶺に基づく国境線
下段：プレア・ビヘア寺院の上空写真

プレア・ビヘア寺院事件（Temple of Preah Vihear case）とは、カンボジアとタイが互いに領有権を主張していたプレアヴィヒア寺院の帰属を巡り、カンボジア王国の帰属であるとしたハーグの国際司法裁判所の判例である。なお、この項目では日本語参考文献出典のプレア・ビヘア寺院に統一するが、タイ側の呼称はプラーサート・プラウィハーンという。

## 背景
プレア・ビヘア寺院は9世紀末にクメール人（現在のカンボジアを中心とする民族）がダンレク山地内の東側に建立したヒンドゥー寺院で、巡礼の地であるとともに、考古学的、美術的価値も注目される寺院であった。この寺院は北側を除く三方が高さ約500mに及ぶ断崖になっているため、北側から続く参道を通るのが当地を訪れる方法であった。タイアユタヤ王朝のサームプラヤーが、1431年にカンボジアクメール帝国を攻撃し首都アンコール・トムを陥落させるとともに、ダンレク山地を支配下に置いたためプレア・ビヘア寺院はタイの領土となった。その後、カンボジアは衰退の一途をたどり、1863年にはフランスの保護国となり、1867年にフランス領インドシナの一部となっている。20世紀初頭には寺院の一部は廃墟となっていた。
1904年、シャム・仏条約の履行により、シャム王国（現在のタイ王国）はカンボジア北部のチャンパサックを含む地域とメコン川右岸をフランスに割譲した。これによりダンレク山地の尾根にあるプレア・ビヘア寺院は、シャムとフランス領インドシナの国境上に位置することになった。境界線を画定すべく、シャムとカンボジアを保護国としていたフランスとの間で国境線画定条約が締結された。これによれば、国境はダンレク山地の分水嶺とし、国境画定は両者からなる委員会が確定するとした。委員会ではシャムの要請に基づき、1907年にフランス当局が測量地図を作成、翌年パリでこれを公刊するとともに地図をシャム側に提示した。この地図によればプレア・ビヘア寺院は分水嶺の南側、すなわちフランス領インドシナ側にあるとされていた。シャム側もプレア・ビヘア寺院はフランス領インドシナ側であるとする当地図を受け入れており、1930年にはプレア・ビヘア寺院をシャムの王族ダムロン王子が準公式訪問したが、その時にはフランスの接待を受けていた。
しかし、シャムが1934年から翌年にかけて行った調査によれば、地図の国境線と実際の分水嶺は一致しておらず、プレア・ビヘア寺院は分水嶺の北側（シャム側）にあると判明したが、シャム側はフランス側に異議を唱えなかったばかりか、従来の地図を公式なものとして用いていた。
1940年11月23日にタイ空軍がフランス領インドシナを爆撃し両軍は交戦状態となった（タイ・フランス領インドシナ紛争）。日本が両国間の和平を斡旋し、1941年5月8日に東京条約を調印することにより紛争は終了した。同条約はチャンパサック及び1907年に割譲されたバッタンバン・シエムリアプの各州をフランスがタイに返還する内容であり、1942年7月11日の東京条約の履行によりプレア・ビヘア寺院はタイの領有に復した。
1946年11月のワシントン条約により、フランス領インドシナはシャムからバッタンバン西北部諸州を回復した。この時点でプレア・ビヘア寺院は地図によればフランス領インドシナ側、分水嶺によればシャム側の未確定の土地に戻ったが、実質的にはシャムの支配下のままであった。
第二次世界大戦後の1949年以降、タイはプレア・ビヘア寺院内に警備兵を配置し実効支配下においた。フランス及びカンボジアはタイに対し幾度も抗議したが無視された。カンボジアは1953年11月9日のフランスからの独立と同時に、プレア・ビヘア寺院に軍を派遣して寺院の奪回を図ったが、タイ軍に阻まれた。これにより、タイは国境封鎖を行った。1958年に両国の領土問題解決のための会議が開かれたが決裂し、タイとカンボジアは国交を断絶する事態となった。1959年10月6日にカンボジアは、プレア・ビヘア寺院の帰属、タイ警備兵の撤退、持ち出した美術品の返還を求め一方的に国際司法裁判所に提訴した。

## 判決

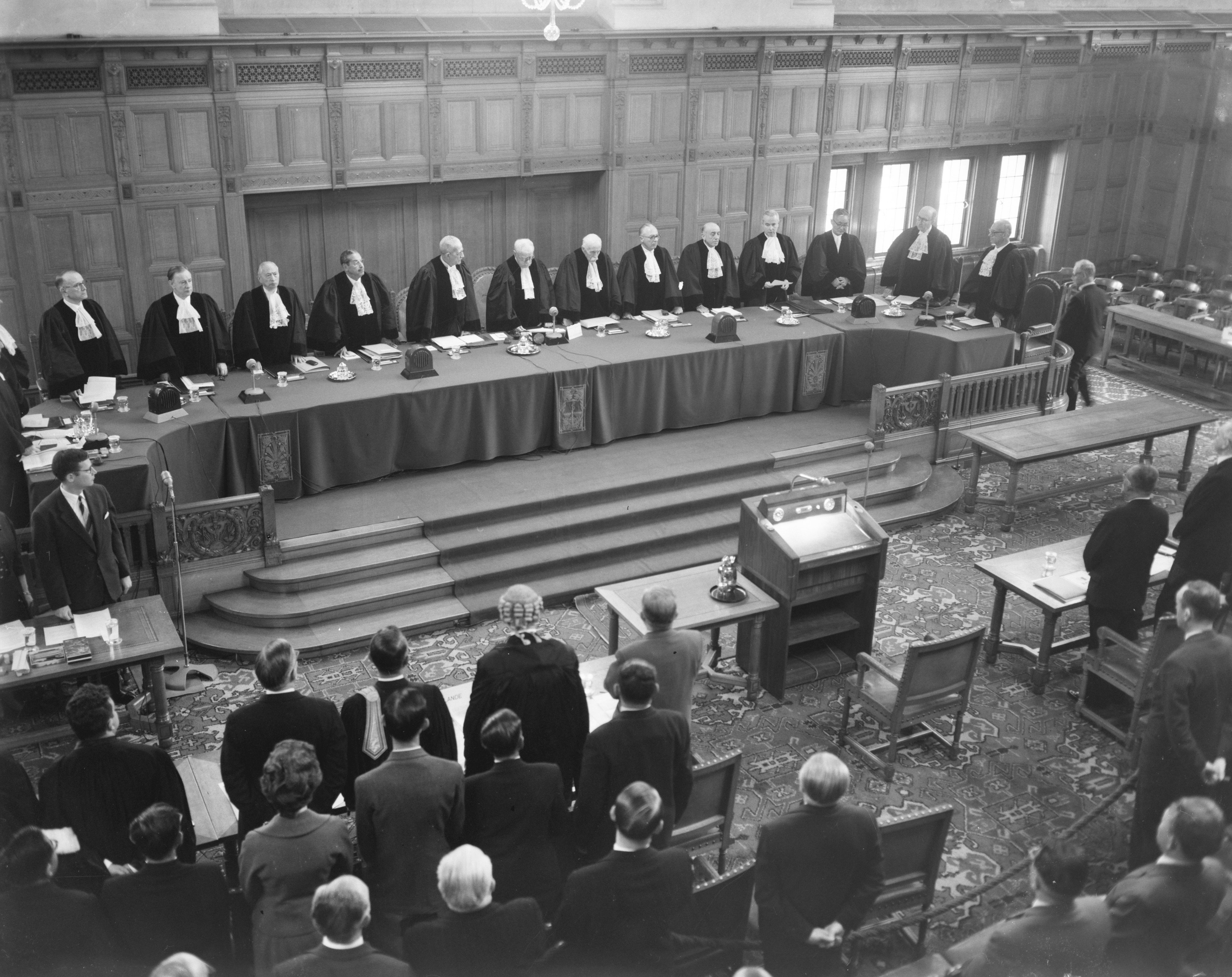
1961年4月10日に国際司法裁判所で行われた公聴会の様子。

タイ側は先決的抗弁を提出し、国際司法裁判所に管轄権はないと争ったが、1961年5月26日に国際司法裁判所は自らの管轄権を肯定した。1962年6月15日に判決が出されたが、カンボジアの訴えを認めるものであった。判決の判旨は次のようなものであった。
タイ側はカンボジアが領有権の根拠としている1907年作成の地図について、（両者からなる国境画定の）委員会が作成したものではなく法的拘束力はない。また地図は分水嶺が一致しないという重大な錯誤があり、この地図にある国境線を受け入れたことはないと主張していた。それに対し判決ではタイ側は自身の行為による承認を明確に行っており、また行っていなかったとしても地図に疑念があれば、合理的期間内になんらかの対応を取る必要があったのに、タイ側は不作為であり黙認していた。
タイ側からプレア・ビヘア寺院問題を提起する場は1925年、1937年、1947年とあったが地図に異議を出していない。特に1947年には、1904年の国境処理の妥当性を話し合う調停委員会が開かれたが、この好機にもかかわらずプレア・ビヘア寺院の問題を提起していない。タイ側は一貫してプレア・ビヘア寺院を所有していたし、地方行政上の行為が行われていたから、異議を出す必要はなかったと主張するが、地図に対するタイ政府の一貫した態度を否定するものではないし、1930年のダムロン王子の準公式訪問が意味することは理解できるはずである。タイは1958年に問題を提起するまでカンボジアにプレア・ビヘア寺院の主権があることを黙認していたことになる。よって寺院はカンボジアに帰属することを認め、タイは警備兵を撤退させ寺院から運び出した美術品を返還しなければならない。

## その後の経過
プレア・ビヘア寺院の主権はカンボジアにあるとされたが、寺院周辺の4.6km2の土地の帰属は長らく確定していなかった。2008年7月8日に寺院が世界遺産登録される際には、タイ王国のノパドン・パタマ外務大臣も支持したが、タイ国内の政治団体や市民団体が激しく反発し、タイ国内法違反に問われ当外務大臣は7月10日に辞任する事態になった。寺院の世界遺産登録以降、カンボジアとタイはそれぞれ軍隊を増派し同年7月25日には、両軍合わせて約4,000人の兵士がプレア・ビヘア寺院の周辺で対峙することとなった。2009年6月下旬、タイ政府はUNESCOの世界遺産委員会にプレア・ビヘア寺院の登録見直しを訴えている。また2010年にはタイの愛国者が不法入国しカンボジアが有罪を宣告したり、2011年には両国が武力衝突し死傷者を出す事態が発生した。同年7月、国際司法裁判所は、寺院およびその周辺を暫定非武装地帯に設定し、両国部隊の即時撤退を命じる仮保全措置を言い渡した。両国間では寺院の帰属をめぐり対立していたが、2012年7月に国際司法裁判所の部隊撤退命令が履行され両国の軍部隊は撤退した。2013年11月、カンボジアの提訴を受けた国際司法裁判所は寺院周辺の土地もカンボジアに帰属すると判断し、懸案の領有権問題に決着がつくこととなった。
しかしその後も周辺の国境地帯では小競り合いが頻発し、カンボジア軍の兵士がタイ側の寺院に侵入し国歌を歌うなどの挑発行為も起きた。さらに2025年には銃撃戦に発展する。カンボジアとタイの両軍は2025年5月28日早朝、プレアヴィヒアの係争地で交戦し、カンボジア兵1人が死亡した。互いに「相手側が先に発砲した」としている。カンボジア政府は15日、タイとの国境紛争について、国際司法裁判所（ICJ）に、提訴に向けた公式書簡を送付した。タイはICJへの提訴を承認していない。
両国はお互いに相手側を非難し、対抗措置の応酬を続けてきた。タイは7日、一部国境でタイ人旅行者の出国を止め、検問時間も短縮。12日にはカンボジアへの送電や通信サービスの遮断を警告した。カンボジアは13日、国内の映画館でタイ映画の上映を禁止した。タイからのインターネット帯域幅の購入も停止した。フン・マネット首相の父親で前首相のフン・センは16日、「タイが17日までにすべての国境検問所を開かなければ、タイからの野菜や果物の輸入を停止する」と演説した。フン・センは、タイ政府が国軍を統治できず、国境を巡る一連の問題で軍部が暴走していると主張する。これに対し、タイのペートンタン首相は「政府と軍は緊密に連携しており、事実無根だ」と反発した。